# Cvrčovice, Kladno
Cvrčovice là một làng thuộc huyện Kladno, vùng Středočeský, Cộng hòa Séc.